# Дмитриев, Юрий Альбертович
Ю́рий Альбе́ртович Дми́триев (17 октября 1957, Фрязино, Московская область, РСФСР, СССР — 30 августа 2016, Москва, Россия) — советский и российский правовед и юрист, специалист в области конституционного права, теории государства и права, политологии и социальной психологии. Доктор юридических наук, профессор, член-корреспондент РАО, почётный профессор Оксфордского университета (Лондон).

## Биография
Родился в семье инженеров. После окончания в 1980 году исторического факультета МГПИ им. В. И. Ленина работал на руководящих должностях в средних общеобразовательных школах Москвы, преподавал учебные курсы истории и обществоведения.
После окончания в 1988 году с отличием Всесоюзного юридического заочного института начал в нём работать. В 1991 году после окончания заочной аспирантуры Московского юридического института без отрыва от работы защитил диссертацию на соискание ученой степени кандидата юридических наук на тему «Правовое обеспечение свободы манифестаций в условиях правового государства». В 1995 году защитил диссертацию в форме научного доклада на соискание учёной степени доктора юридических наук на тему «Концепция народовластия в современной России (государственно-правовые проблемы теории и практики)».
В 1997 году был утверждён в ученом звании профессора по кафедре конституционного и муниципального права Московской государственной юридической академии. В 2006 году был избран членом-корреспондентом Российской академии образования.
- 1991—1993 гг. — старший преподаватель, доцент Московского юридического института,
- 1993—1995 гг. — старший научный сотрудник, ведущий научный сотрудник НИИ проблем укрепления законности и правопорядка при Генеральной прокуратуре Российской Федерации,
- 1995—1998 гг. — профессор Московской государственной юридической академии,
- 1998—2000 гг. — заведующий кафедрой конституционного, административного и муниципального права Московского государственного социального университета,
- 1999—2000 гг. — заместитель директора Института социального страхования МГСУ,
- 2001—2004 гг. — заведующий кафедрой публичного права, заведующий кафедрой прав человека Московского гуманитарного университета,
- 2004—2006 гг. — заведующий кафедрой конституционного и муниципального права Академии труда и социальных отношений,
- 2006—2009 гг. — проректор по послевузовскому образованию Международной академии предпринимательства,
- 2009—2016 гг. — заведующий кафедрой гражданского права Российского нового университета.

Являлся автором, соавтором и научным редактором учебников, учебных пособий, комментариев и научных изданий по учебным курсам теории государства и права, конституционного, муниципального, административного, информационного, предпринимательского и иным отраслям права, перечисленным выше спецкурсам. Им подготовлено и опубликовано свыше 300 научных работ. В их числе 20 монографий и 32 учебника и учебных пособия, из них трем присвоен гриф УМО по юридическому образованию.
Главный редактор независимого научно-популярного журнала «Право и жизнь», член редакционной коллегии журнала «О выборах» ЦИК РФ, член редакционного совета журнала «Проблемы российского федерализма». Член Научно-методического совета Центральной избирательной комиссии Российской Федерации. Под его руководством защищены 13 докторских и 43 кандидатских диссертации

## Публикации
- Гражданин и власть. — Монография. — М., 1994. — 10 п.л.
- Референдум в системе народовластия. — Монография. — М., 1995. — 20 п.л.
- Народовластие в России — очерк истории и современного состояния. — Монография. — М., 1997. — 18 п.л.
- Понятие, предмет и метод конституционного права Российской Федерации — от исторических истоков к современности. — Монография. — М., 1998. — 3 п.л.
- Суверенитет в науке конституционного права. — Монография. — М., 1998. — 7 п.л.
- Система государственной власти в России и в мире: историко-правовая ретроспектива. — Монография. — М., 2004. 40 п.л.
- Общая теория права. — Учебник. — М., 1994, 1995, 1996. — 28/6 п.л.
- Муниципальное право Российской Федерации. — Учебник. — М., 1999, 2000. — 42/5,5 п.л.
- Избирательное право и процесс в Российской Федерации. — Учебник. — Иркутск, 2001 — 32 п.л.
- Правоохранительные органы России. — Учебник. — М., 2004, 2005, 2006, 2007. — 28 п.л.
- Наследственное право и процесс. — Учебник. — М., 2004, 2005. — 42/27 п.л.
- Теория государства и права. — Учебник. — М., 2005. — 42/27 п.л.
- Конституционное право Российской Федерации. Курс лекций. Часть 1, 2. — Учебник. — М., 2004. — 76,44 п.л.
- Избирательное право и процесс в Российской Федерации. — Учебник. — Ростов/Дон, 2004. — 56 п.л.
- Комментарий к Таможенному кодексу Российской Федерации. — Учебное пособие. — М., 2004. — 50/5 п.л.
- Административное право. — Учебник. — М., 2005. — 52,92 п.л.
- Муниципальное право. — Учебник. — М., 2005. — 75/12 п.л.
- Основы теории конституционного права. — Монография. — М., 2005. — 24 п.л.
- Теория государства и права. — Учебник. — М., 2005, 2007. — 37 п.л.
- Проблемы теории государства и права. — Учебник. — М., 2006. — 52 п.л.
- Административное право Российской Федерации.- М.: Эксмо, 2009. 58/20 п.л. (соавторы Полянский И. А., Трофимов Е. В.)
- Теория государства и права: Учебник. — М.: Высшее образование, 2008. 39,06/10 п.л. (соавторы Пиголкин А. С., Головистикова А. Н.)

## Награды и звания
Награждён Почетной грамотой ЦИК РФ за многолетнее плодотворное сотрудничество (2007), благодарственными письмами ЦИК РФ за содействие в подготовке выборов депутатов Государственной Думы РФ и Президента РФ (2008), дипломант премии «Фемида» (2007), заслуженный деятель науки Российской Федерации (2008).

## Критика
Неоднократно обвинялся в плагиате и пропаганде гомосексуализма.